# Кличко Володимир Володимирович
Володи́мир Володи́мирович Кличко́ (нар. 25 березня 1976, Семипалатинськ, нині Семей, Казахська РСР, СРСР) — український професійний боксер. Олімпійський чемпіон з боксу у надважкій ваговій категорії (1996 рік). Чемпіон світу з боксу у важкій ваговій категорії за версіями WBO (2000—2003 роки, 2008—2015 роки), IBF (2006—2015 роки), IBO (2006—2015 роки), The Ring (2009—2015 роки), WBA (2011—2015 роки). У Володимира є старший брат, чемпіон світу з боксу за версією WBC Віталій Кличко, 4-ох разовий чемпіон світу з кікбоксингу (серед професіоналів), дворазовий чемпіон (серед аматорів).
Під час володіння титулом чемпіона світу у важкій вазі, бої Володимира регулярно збирали від 300 до 500 мільйонів телеглядачів у всьому світі. За свою кар'єру переміг 23 бійців за титул чемпіона світу у важкій вазі, що є найкращим показником в історії боксу. Володимиру також належить рекорди загальної тривалості володіння титулом чемпіона світу у важкій вазі (4 382 днів = 12 років), кількості перемог в боях за титул об'єднаного чемпіона та найдовшої серії захистів об'єднаного титулу. Володимир є рекордсменом за кількістю перемог в боях за титул об'єднаного та абсолютного титулу чемпіона світу, а також володарем найдовшої серії захистів об'єднаного та абсолютного титулу чемпіона світу в історії професійного боксу.

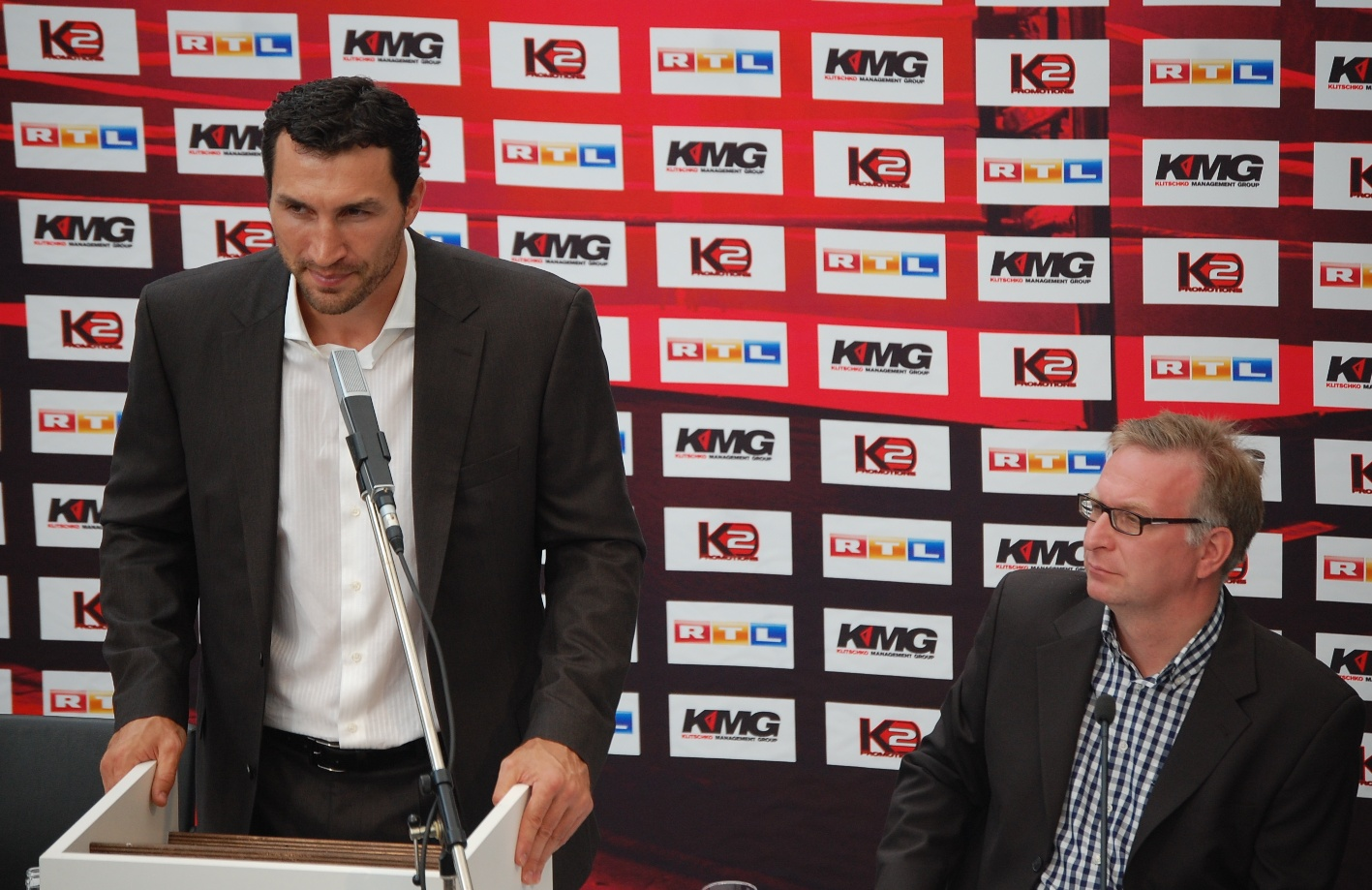

## Молоді роки
Володимир Кличко народився 25 березня 1976 року в місті Семипалатинську Казахської РСР (СРСР) у родині військовослужбовця Володимира Кличка. У 1985 році родина переїхала до Української РСР.
Освіта:
- Училище олімпійського резерву в місті Бровари (1992 рік)[14];
- Переяслав-Хмельницький педагогічний інститут (1996 рік)[14].

## Спортивна кар'єра
Займатися боксом почав в 13 років. 1994 року завоював титул чемпіона Європи з боксу серед юніорів. 1995 р. здобув золоту медаль на I Всесвітніх іграх військовослужбовців в Італії, а 1996 р. — срібну медаль чемпіонату Європи. Цього ж року досягає найвищого результату у своїй любительській кар'єрі, здобуваючи золоту медаль на XXVI Літніх Олімпійських іграх в Атланті. Володимир п'ять разів завойовував титул чемпіона України з боксу.
Професійну кар'єру почав після перемоги на Олімпіаді-96, приєднавшись разом зі старшим братом до німецького клубу «Universum Box-Promotion». Тренувався під керівництвом Фріца Здунека.
З 2004 до 2012 тренувався у відомого американського фахівця Емануеля Стюарда. Після смерті останнього тренувався під керівництвом вихованця Стюарда, діючого боксера, що на 6 років молодший за самого Володимира, Джонатона Бенкса.

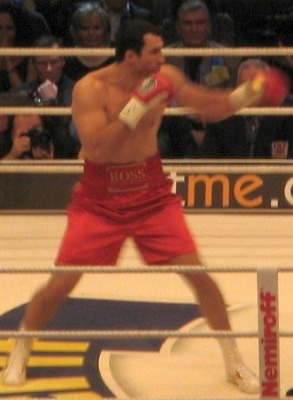
Володимир Кличко в бою проти Хасима Рахмана.

Перший титул чемпіона світу здобув 14 жовтня 2000 року в бою проти переможця Віталія Кличка — Кріса Берда.
1 грудня 2005 р. Володимир і Віталій Клички одержали найпрестижнішу медіа-премію Німеччини — Бамбі (Bambi).
10 березня 2007 в Мангаймі Володимир Кличко провів захист титулу чемпіона світу у важкій вазі за версією IBF. У другому раунді він технічним нокаутом переміг американського боксера Рея Остіна. Нокаут Остіну став 43-м в статистиці Кличка і 48 перемогою в його професійній кар'єрі. Цей бій, так само як і попередній поєдинок Кличка в Мангаймі проти Кріса Берда, подивилося 100 мільйонів телеглядачів.
8 липня 2007 року Володимир Кличко захистив титул чемпіона світу з боксу у важкій ваговій категорії за версією IBF, здобувши перемогу над Леймоном Брюстером. Бій пройшов в Кельні.
23 лютого 2008 року у Нью-Йорку на відомій арені Медісон Сквер Гарден у першому з 1999 року об'єднавчому бою чемпіонів світу у суперважкій вазі Володимир Кличко переміг у дванадцяти раундах росіянина Султана Ібрагімова за рішенням суддів. Кличко, таким чином, об'єднав чемпіонські титули за версіями організацій IBF, WBO та другорядної IBO.
13 грудня 2008 року в Мангаймі, Німеччина, захистив свої титули у бою з Хасимом Рахманом, отримавши перемогу технічним нокаутом у сьомому раунді.
20 червня 2009 року на арені футбольного стадіону «Veltins-Arena», що розташований у німецькому місті Гельзенкірхен, відбувся поєдинок між Володимиром Кличком та непереможним Русланом Чагаєвим з Узбекистану за титули за версіями IBF (7-й захист титулу Кличком), WBO (3-й захист титулу Кличком), IBO (7-й захист титулу Кличком) та вакантного титулу американського журналу The Ring. Поєдинок закінчився перемогою українця через відмову продовження поєдинку кутом суперника після закінчення 9 раунду.
2 липня 2011 року Кличко переміг чемпіона світу за версією WBA Девіда Хея та забрав його чемпіонський титул. Таким чином, всі чемпіонські титули головних боксерських організацій належали Володимиру та Віталію. Бій подивилося приблизно 500 мільйонів глядачів у всьому світі. І Кличко, і Гей за поєдинок заробили 32 мільйонів доларів.
Захист титулів чемпіона світу за версіями WBA, IBF і WBO у надважкій вазі провів 3 березня 2012 року 35-річний Володимир Кличко. Його суперником був колишній чемпіон світу в першій важкій вазі француз 39-річний Жан-Марк Мормек. Для Кличка-молодшого — ювілейний 20-й чемпіонський бій у професіональній кар'єрі. Для Мормека — дев'ятий. Усі попередні чемпіонські поєдинки він провів у першій важкій вазі. Кличко й Мормек мали зустрітися 10 грудня 2011 р. Однак бій не відбувся через раптову хворобу українця. Володимира госпіталізували 3 грудня з болями в животі й зробили операцію з видалення каменів у нирках.
Пізніше, 3 березня 2012 року Кличко все-таки зустрівся з колишнім чемпіоном світу Жан-Марком Мормеком. Із самого початку бою українець впевнено вів. Француз тримався 4 раунди, але наприкінці четвертого раунду Володимир пробив вдалу «двійку» і після того, як Мормек почав «плинути», Кличко пробив ще два удари французькому боксеру, який вже почав падати. На десятій секунді відліку Мормек встав, але не міг впевнено стояти на ногах. Рефері зупинив бій. Кличко впевнено переміг. Кількість глядачів, які подивились поєдинок, оцінювалась в 500 мільйонів телеглядачів.
У липні 2012 року відбувся другий бій Володимира Кличка з обов'язковим претендентом за версією IBF, Тоні Томпсоном. Кличко відправив Томпсона в нокаут в 6 раунді.
У листопаді 2012 року Володимир зустрівся з непереможеним польським боксером, Маріушем Вахом. За винятком кінцівки 5-го раунду, Кличко впевнено контролював поєдинок, здобувши перемогу рішенням суддів. Рахунок суддівських записок: 120—108, 120—108, 119—109; двоє суддів віддали Кличку усі 12 раундів, третій суддя віддав Ваху лише 5-й раунд.
15 листопада 2014 року переміг Кубрата Пулєва нокаутом у 5-му раунді. Бій подивилося 300 мільйонів телеглядачів у всьому світі.
У квітні 2015 року Володимир Кличко, чемпіон світу за версіями IBF, WBA, WBO, IBO і журналу The Ring, у бою з американцем Брайантом Дженнінгсом (64-й бій В. Кличка на професійному рингу) одержав перемогу і відстояв свої пояси. Дженнінгс став 23-м суперником, якого Кличко переміг в бою за титул чемпіона у важкій вазі, побивши рекорд, який належав Джо Луїсу близько 67 років.
28 листопада 2015 року у Дюссельдорфі в результаті бою з британцем Тайсоном Ф'юрі одноголосним рішенням суддів програв поєдинок та втратив усі свої пояси. Рахунок суддівських записок: 115—112, 115—112, 116—111.
29 квітня 2017 року програв чемпіонський бій з 27-річним чемпіоном IBF британцем Ентоні Джошуа, втративши вакантні титули WBA і IBO.
3 серпня 2017 року Володимир Кличко оголосив про завершення спортивної кар'єри. В заяві спортсмена на його офіційній вебсторінці повідомляється, що спортсмен відмовляється від матчу-реваншу з Ентоні Джошуа. А також Кличко висловлює готовність до нового випробування та досягнення успіху у своїй новій кар'єрі, «яку спланував і вже почав кілька років тому».

## Особисте життя
27 березня 2013 року американський часопис «US Weekly», з посиланням на сімейні кола, повідомив про заручення Володимира з його подругою американською акторкою Гейден Панеттьєр. Інший бульварний часопис Gala доповнив цю інформацію фото поцілунку пари після майже дворічного розлучення. 9 грудня 2014 року у Гейден та Володимира народилась донька Кая Євдокія. Вага немовля — 3,5 кг, зріст — 50 см. Своє друге ім'я дівчинка отримала на честь бабусі братів Кличків. Кличко та Панеттьєр знову розлучилися влітку 2018 року; за повідомленнями закордонних ЗМІ, ймовірною причиною розставання могла стати невірність Гейден, яку помічали в компанії із невідомим у ресторані «Крейгс» у Лос-Анджелесі, коли пара вечеряла. 3 жовтня 2018 року на 56-й Конгрес WBC у Києві Володимир прийшов із норвезькою боксеркою Сесілією Брекхус.[джерело?]
Володіє чотирма мовами: українською, російською, англійською та німецькою.
Захоплення: мистецтво, музика. У 2009 році Володимир Кличко виступив куратором українського павільйону на Венеціанському бієнале.

## Благодійність і громадська діяльність
У серпні 2014 року передав на спеціальний аукціон свої боксерські рукавички з автографом, виручені кошти було передано на потреби української армії.
З 2017 року — член Наглядової ради Меморіального центру Голокосту «Бабин Яр».
У травні 2018 року підписав лист із вимогою звільнити ув'язненого у Росії українського режисера Олега Сенцова.

## Нагороди
- Орден Свободи (24 серпня 2017) — за значний особистий внесок у державне будівництво, соціально-економічний, науково-технічний, культурно-освітній розвиток України, вагомі трудові здобутки та високий професіоналізм[45]
- Орден «За мужність» I ст. (21 листопада 2006) — за мужність, самовідданість і волю до перемоги, виявлені у поєдинку за чемпіонський титул у суперважкій категорії престижної версії професійного боксу Міжнародної боксерської федерації (IBF), піднесення міжнародного спортивного авторитету України[46]
- Відзнака Президента України — хрест «За мужність» (7 серпня 1996) — за видатні спортивні перемоги на XXVI літніх Олімпійських іграх в Атланті, особистий внесок у піднесення авторитету і престижу України в світі[47]
- Чемпіон спорту ЮНЕСКО (4.12.2006)[48]

## Цікаві факти
- У 2007 році в Андрушівській астрономічній обсерваторії було відкрито астероїд, який згодом було названо на честь братів Кличків — 212723 Кличко.
- На старті професійної кар'єри брати Клички не захотіли змінити імена на німецький лад.[49]
- У 2014 році очолив рейтинг найбільш високооплачуваних українських спортсменів з показником у 17 мільйонів доларів[50]
- 31 травня 2016 року телеканал ESPN опублікував список 100 найвідоміших спортсменів світу, в якому Володимир Кличко посів 80-е місце[51][52][53].
- 2 жовтня 2018 року Віталія та Володимира Кличків внесли до Книги рекордів Гіннеса, як братів-чемпіонів, які на двох провели найбільшу кількість боїв.[54]
- За приблизними підрахунками заробив за свою кар'єру від 150 мільйонів євро до 250 мільйонів доларів.[55]

## Статистика в боксі
| Результат | Противник          | Спосіб                                       | Раунд     | Час   | Дата              | Місце                                                          | Примітки |
| --------- | ------------------ | -------------------------------------------- | --------- | ----- | ----------------- | -------------------------------------------------------------- | --- |
| 64-5      | Ентоні Джошуа      | Технічний нокаут                             | 11 (з 12) | 00:45 | 29 квітня 2017    | Вемблі, Лондон, Англія                                         | Бій за IBF (3-ій захист Джошуа), вакантні титули WBA (Super) та IBO серед важковаговиків.                                                                                         |
| 64-4      | Тайсон Ф'юрі       | Рішення суддів (одностайне)                  | 12        | 3:00  | 28 листопада 2015 | Esprit Arena, Дюссельдорф, Північний Рейн-Вестфалія, Німеччина | Втрата титулів WBO (обов'язковий захист, 13-й після повторного завоювання титулу), IBF, IBO (19-й захист), WBA Super (9-й захист) та The Ring (12-й захист) серед важковаговиків. |
| 64-3      | Браянт Дженнінгс   | Рішення суддів (одностайне)                  | 12        | 3:00  | 25 квітня 2015    | Медісон Сквер Гарден, Нью-Йорк, США                            | Захист титулів WBA Super, IBF, WBO, IBO, The Ring |
| 63-3      | Кубрат Пулєв       | Нокаут                                       | 5 (з 12)  | 00:10 | 15 листопада 2014 | Гамбург, Німеччина                                             | Обов'язковий захист титулу IBF (17-й захист) |
| 62-3      | Алекс Леапаї       | Нокаут                                       | 5 (з 12)  | 00:10 | 26 квітня 2014    | Koenig Pilsener Arena, Обергаузен, Німеччина                   | Захист титулів WBO (обов'язковий захист, 12-й після повторного завоювання титулу), IBF, IBO (16-й захист), WBA Super (6-й захист) та The Ring (9-й захист) серед важковаговиків.  |
| 61-3      | Олександр Повєткін | Рішення суддів (одностайне)                  | 12 (з 12) | 3:00  | 5 жовтня 2013     | Олімпійський, Москва, Російська Федерація                      | Захист титулів WBA (Super), IBF, WBO, IBO та The Ring серед важковаговиків. |
| 60-3      | Франческо П'янета  | Технічний нокаут                             | 6 (з 12)  | 2:52  | 4 травня 2013     | САП-Арена, Мангейм, Баден-Вюртемберг                           | Захист титулів WBA (Super), IBF, WBO, IBO та The Ring серед важковаговиків. |
| 59-3      | Маріуш Вах         | Рішення суддів (одностайне)                  | 12 (з 12) | 3:00  | 10 листопада 2012 | Імтех-Арена, Гамбург, Німеччина                                | Захистив титул чемпіона у важкій ваговій категорії за версіями IBF, WBO, IBO та The Ring.                                                                                         |
| 58-3      | Тоні Томпсон (2)   | Нокаут                                       | 6 (з 12)  | 2:56  | 7 липня 2012      | Стад де Суїсс, Берн, Швейцарія                                 | Захистив титул чемпіона у важкій ваговій категорії за версіями IBF, WBO, IBO та The Ring.                                                                                         |
| 57-3      | Жан-Марк Мормек    | Нокаут                                       | 4 (з 12)  | 0:30  | 3 березня 2012    | Esprit Arena, Дюссельдорф, Німеччина                           | Захистив титул чемпіона у важкій ваговій категорії за версіями IBF, WBO, IBO та The Ring.                                                                                         |
| 56-3      | Девід Хей          | Рішення суддів (одностайне)                  | 12 (з 12) | 3:00  | 2 липня 2011      | Гамбург, Німеччина                                             | Об'єднання титулів за версіями IBF, WBO, IBO та The Ring і титулу WBA. |
| 55-3      | Самюель Пітер (2)  | Нокаут                                       | 10 (з 12) | 1:22  | 11 вересня 2010   | Франкфурт-на-Майні, Гессен, Німеччина                          | Захистив титул чемпіона у важкій ваговій категорії за версіями IBF, WBO, IBO та The Ring.                                                                                         |
| 54-3      | Едді Чемберс       | Нокаут                                       | 12 (з 12) | 2:55  | 20 березня 2010   | Дюссельдорф, Північний Рейн-Вестфалія, Німеччина               | Захистив титул чемпіона у важкій ваговій категорії за версіями IBF, WBO, IBO та The Ring.                                                                                         |
| 53-3      | Руслан Чагаєв      | Відмова від продовження бою                  | 9 (з 12)  | 3:00  | 20 червня 2009    | Гельзенкірхен, Північний Рейн-Вестфалія, Німеччина             | Захистив титул чемпіона у важкій ваговій категорії за версіями IBF, WBO і IBO. Виграв титул чемпіона у важкій ваговій категорії за версією The Ring.                              |
| 52-3      | Хасим Рахман       | Технічний нокаут                             | 7 (з 12)  | 0:44  | 13 грудня 2008    | Мангейм, Баден-Вюртемберг, Німеччина                           | Захистив титул чемпіона у важкій ваговій категорії за версіями IBF, WBO і IBO. |
| 51-3      | Тоні Томпсон       | Нокаут                                       | 11 (з 12) | 1:38  | 12 липня 2008     | Гамбург, Німеччина                                             | Захистив титул чемпіона у важкій ваговій категорії за версіями IBF, WBO і IBO. |
| 50-3      | Султан Ібрагімов   | Рішення суддів (одностайне)                  | 12 (з 12) | 3:00  | 23 лютого 2008    | Нью-Йорк, Нью-Йорк, США                                        | Захистив титул чемпіона у важкій ваговій категорії за версіями IBF і IBO. Виграв титул чемпіона у важкій ваговій категорії за версією WBO.                                        |
| 49-3      | Леймон Брюстер (2) | Відмова від продовження бою                  | 6 (з 12)  | 3:00  | 7 липня 2007      | Кельн, Північний Рейн-Вестфалія, Німеччина                     | Захистив титул чемпіона у важкій ваговій категорії за версіями IBF і IBO. |
| 48-3      | Рей Остін          | Технічний нокаут                             | 2 (з 12)  | 1:23  | 10 березня 2007   | Мангейм, Баден-Вюртемберг, Німеччина                           | Захистив титул чемпіона у важкій ваговій категорії за версіями IBF і IBO. |
| 47-3      | Келвін Брок        | Технічний нокаут                             | 7 (з 12)  | 2:10  | 11 листопада 2006 | Нью-Йорк, Нью-Йорк, США                                        | Захистив титул чемпіона у важкій ваговій категорії за версіями IBF і IBO. |
| 46-3      | Кріс Берд (2)      | Технічний нокаут                             | 7 (з 12)  | 0:41  | 22 квітня 2006    | Мангейм, Баден-Вюртемберг, Німеччина                           | Виграв титул чемпіона у важкій ваговій категорії за версіями IBF і IBO. |
| 45-3      | Семюель Пітер      | Рішення суддів (одностайне)                  | 12 (з 12) | 3:00  | 24 вересня 2005   | Атлантик-Сіті, Нью-Джерсі, США                                 | Виграв титул чемпіона у важкій ваговій категорії за версією NABF. |
| 44-3      | Елісіо Кастілло    | Технічний нокаут                             | 4 (з 10)  | 2:51  | 23 квітня 2005    | Дортмунд, Північний Рейн-Вестфалія, Німеччина                  | |
| 43-3      | Даварріл Вільямсон | Технічна перемога роздільним рішенням суддів | 5 (з 10)  | 3:00  | 2 жовтня 2004     | Лас-Вегас, Невада, США                                         | |
| 42-3      | Леймон Брюстер     | Технічний нокаут                             | 5 (з 12)  | 3:00  | 10 квітня 2004    | Лас-Вегас, Невада, США                                         | Бій за вакантний титул чемпіона у важкій ваговій категорії за версією WBO. |
| 42-2      | Данелл Ніколсон    | Технічний нокаут                             | 4 (з 12)  | 3:00  | 20 грудня 2003    | Ганновер, Нижня Саксонія, Німеччина                            | |
| 41-2      | Фабіо Молі         | Нокаут                                       | 1 (з 12)  | 1:49  | 30 серпня 2003    | Мюнхен, Баварія, Німеччина                                     | |
| 40-2      | Коррі Сандерс      | Технічний нокаут                             | 2 (з 12)  | 0:27  | 8 березня 2003    | Ганновер, Нижня Саксонія, Німеччина                            | Втратив титул чемпіона у важкій ваговій категорії за версією WBO. |
| 40-1      | Джаміл Макклайн    | Технічний нокаут                             | 10 (з 12) | 3:00  | 7 грудня 2002     | Лас-Вегас, Невада, США                                         | Захистив титул чемпіона у важкій ваговій категорії за версією WBO. |
| 39-1      | Рей Мерсер         | Технічний нокаут                             | 6 (з 12)  | 1:08  | 29 червня 2002    | Атлантик-Сіті, Нью-Джерсі, США                                 | Захистив титул чемпіона у важкій ваговій категорії за версією WBO. |
| 38-1      | Франсуа Бота       | Технічний нокаут                             | 8 (з 12)  | 0:47  | 16 березня 2002   | Штутгарт, Баден-Вюртемберґ, Німеччина                          | Захистив титул чемпіона у важкій ваговій категорії за версією WBO. |
| 37-1      | Чарльз Шаффорд     | Технічний нокаут                             | 6 (з 12)  | Н/Д   | 4 серпня 2001     | Лас-Вегас, Невада, США                                         | Захистив титул чемпіона у важкій ваговій категорії за версією WBO. |
| 36-1      | Деррік Джефферсон  | Технічний нокаут                             | 2 (з 12)  | Н/Д   | 24 березня 2001   | Мюнхен, Баварія, Німеччина                                     | Захистив титул чемпіона у важкій ваговій категорії за версією WBO. |
| 35-1      | Кріс Берд          | Рішення суддів (одностайне)                  | 12 (з 12) | 3:00  | 14 жовтня 2000    | Кельн, Північний Рейн-Вестфалія, Німеччина                     | Виграв титул чемпіона у важкій ваговій категорії за версією WBO. |
| 34-1      | Монте Баррет       | Технічний нокаут                             | 7 (з 10)  | 2:40  | 15 липня 2000     | Лондон, Англія, ВБ                                             | |
| 33-1      | Девід Бостіс       | Технічний нокаут                             | 2 (з 12)  | 1:30  | 29 квітня 2000    | Нью-Йорк, Нью-Йорк, США                                        | |
| 32-1      | Паеа Вольфграмм    | Нокаут                                       | 1 (з 12)  | 1:30  | 18 березня 2000   | Гамбург, Німеччина                                             | |
| 31-1      | Лайос Ерос         | Нокаут                                       | 2 (з 12)  | 1:30  | 4 грудня 1999     | Ганновер, Нижня Саксонія, Німеччина                            | Захистив титул чемпіона у важкій ваговій категорії за версією EBU. |
| 30-1      | Філл Джексон       | Нокаут                                       | 2 (з 10)  | 1:59  | 12 листопада 1999 | Лас-Вегас, Невада, США                                         | |
| 29-1      | Аксель Шульц       | Технічний нокаут                             | 8 (з 12)  | Н/Д   | 25 вересня 1999   | Кельн, Північний Рейн-Вестфалія, Німеччина                     | Бій за вакантний титул чемпіона у важкій ваговій категорії за версією EBU. |
| 28-1      | Джозеф Чінґанґу    | Технічний нокаут                             | 5 (з 12)  | Н/Д   | 17 липня 1999     | Дюссельдорф, Північний Рейн-Вестфалія, Німеччина               | |
| 27-1      | Тоні ЛаРоса        | Технічний нокаут                             | 1 (з 8)   | 2:57  | 22 травня 1999    | Будапешт, Угорщина                                             | |
| 26-1      | Еверет Мартін      | Технічний нокаут                             | 8 (з 8)   | Н/Д   | 24 квітня 1999    | Мюнхен, Баварія, Німеччина                                     | |
| 25-1      | Зоран Вуджечич     | Нокаут                                       | 1 (з 8)   | 1:02  | 13 лютого 1999    | Штутгарт, Баден-Вюртемберґ, Німеччина                          | |
| 24-1      | Росс П'юрітті      | Технічний нокаут                             | 11 (з 12) | Н/Д   | 5 грудня 1998     | Київ, Україна                                                  | |
| 24-0      | Доннелл Вінгфілд   | Нокаут                                       | 1 (з 8)   | 1:04  | 14 листопада 1998 | Мюнхен, Баварія, Німеччина                                     | |
| 23-0      | Елі Діксон         | Нокаут                                       | 3 (з 10)  | Н/Д   | 3 жовтня 1998     | Аугсбург, Баварія, Німеччина                                   | |
| 22-0      | Стіві Пеннелл      | Нокаут                                       | 2 (з 10)  | 0:27  | 19 вересня 1998   | Обергаузен, Північний Рейн-Вестфалія, Німеччина                | |
| 21-0      | Карлос Монро       | Технічний нокаут                             | 6 (з 10)  | Н/Д   | 6 серпня 1998     | Марксвілль, Луїзіана, США                                      | |
| 20-0      | Нейджі Шагід       | Нокаут                                       | 1 (з 12)  | 2:45  | 10 липня 1998     | Мюнхен, Баварія, Німеччина                                     | |
| 19-0      | Коді Кох           | Нокаут                                       | 4 (з 12)  | Н/Д   | 23 травня 1998    | Оффенбург, Баден-Вюртемберг, Німеччина                         | |
| 18-0      | Еверет Мартін      | Рішення суддів (одностайне)                  | 8 (з 8)   | 3:00  | 14 березня 1998   | Гамбург, Німеччина                                             | |
| 17-0      | Маркус МакІнтайр   | Нокаут                                       | 3 (з 12)  | Н/Д   | 14 лютого 1998    | Штутгарт, Баден-Вюртемберґ, Німеччина                          | |
| 16-0      | Деррік Лемпкінс    | Технічний нокаут                             | 1 (з 8)   | Н/Д   | 20 грудня 1997    | Оффенбург, Баден-Вюртемберг, Німеччина                         | |
| 15-0      | Ладіслав Гусарик   | Технічний нокаут                             | 3 (з 8)   | Н/Д   | 13 грудня 1997    | Гамбург, Німеччина                                             | |
| 14-0      | Джеррі Галстед     | Технічний нокаут                             | 2 (з 8)   | Н/Д   | 6 грудня 1997     | Оффенбург, Баден-Вюртемберг, Німеччина                         | |
| 13-0      | Марко Ґонзалес     | Нокаут                                       | 2 (з 8)   | Н/Д   | 11 жовтня 1997    | Котбус, Бранденбург, Німеччина                                 | |
| 12-0      | Джеймс Прітчард    | Технічний нокаут                             | 3 (з 8)   | Н/Д   | 20 вересня 1997   | Аахен, Північний Рейн-Вестфалія, Німеччина                     | |
| 11-0      | Біко Ботовамунґу   | Технічний нокаут                             | 5 (з 8)   | 2:02  | 23 серпня 1997    | Штутгарт, Баден-Вюртемберґ, Німеччина                          | |
| 10-0      | Гілберто Вільямсон | Технічний нокаут                             | 3 (з 8)   | Н/Д   | 12 липня 1997     | Гаґен, Північний Рейн-Вестфалія, Німеччина                     | |
| 9-0       | Сальвадор Масіель  | Нокаут                                       | 1 (з 8)   | 1:45  | 28 червня 1997    | Оффенбург, Баден-Вюртемберг, Німеччина                         | |
| 8-0       | Пол Ешлі           | Нокаут                                       | 2 (з 8)   | 1:25  | 13 червня 1997    | Оффенбург, Баден-Вюртемберг, Німеччина                         | |
| 7-0       | Марк Віллс         | Нокаут                                       | 1 (з 8)   | 2:58  | 10 травня 1997    | Франкфурт-на-Майні, Гессен, Німеччина                          | |
| 6-0       | Маркус Юнг         | Відмова від продовження бою                  | 2 (з 6)   | 3:00  | 12 квітня 1997    | Аахен, Північний Рейн-Вестфалія, Німеччина                     | |
| 5-0       | Карлос Монро       | Дискваліфікація                              | 6 (з 6)   | 3:00  | 15 лютого 1997    | Котбус, Бранденбург, Німеччина                                 | Монро зловживав клінчем, завдавав удари головою і був дискваліфікований. |
| 4-0       | Торі Вейда         | Технічний нокаут                             | 3 (з 6)   | 0:36  | 25 листопада 1997 | Штутгарт, Баден-Вюртемберґ, Німеччина                          | |
| 3-0       | Білл Корріґан      | Технічний нокаут                             | 1 (з 4)   | 1:21  | 21 грудня 1996    | Франкфурт-на-Майні, Гессен, Німеччина                          | |
| 2-0       | Ексум Спейт        | Технічний нокаут                             | 2 (з 4)   | 1:54  | 30 листопада 1996 | Вінер-Нойштадт, Нижня Австрія                                  | |
| 1-0       | Фабіан Меза        | Нокаут                                       | 1 (з 4)   | 1:35  | 16 листопада 1996 | Франкфурт-на-Майні, Гессен, Німеччина                          | Професійний дебют |

### Перемоги за раундом
Нижче подано відсоток співвідношення перемог у раундах (дійсне тільки до 55 перемоги включно):
- 1 раунді — 20 %;
- 2 раунді — 22 %;
- 3 раунді — 11 %;
- 4 раунді — 5 %;
- 5 раунді — 5 %;
- 6 раунді — 8 %;
- 7 раунді — 4 %;
- 8 раунді — 11 %;
- 9 раунді — 2 %;
- 10 раунді — 4 %;
- 11 раунді — 2 %;
- 12 раунді — 7 %.

Перемог у останньому раунді — 11 %.

## Фільмографія
- 2001 — Одинадцять друзів Оушена
- 2007 — Красунчик
- 2009 — Красунчик 2
- 2009 — Містер Кличко
- 2011 — Кличко
- 2013 — Кров'ю і потом: Анаболіки
- 2015 — Відданість
- 2015 — Здолати себе
- У фільмі «Красунчик» німецького режисера Тіля Швайгера Володимир Кличко зіграв себе, але у фільмі він — наречений німецької співачки Івонн Каттерфельд, хоча насправді ніколи ним не був[56][57].
- У фільмі «Кров'ю і потом: Анаболіки» зіграв епізодичну роль, завдаючи ударів по груші, коли герой Марка Волберга тримав ту саму грушу, задумавшись про своє життя.
- Документальний фільм «Містер Кличко» був підготовлений українським телеканалом Інтер і показаний в ефірі 20 червня 2009[58].